# McKinnon (Wyoming)
McKinnon é uma Região censo-designada localizada no estado norte-americano de Wyoming, no Condado de Sweetwater. Foi o local dos primeiros Rocky Mountain Rendezvous, que reuniam comerciantes de peles e indígenas.

## Demografia
Segundo o censo norte-americano de 2000, a sua população era de 49 habitantes.

## Geografia
De acordo com o United States Census Bureau tem uma área de
79,9 km², dos quais 79,9 km² cobertos por terra e 0,0 km² cobertos por água. McKinnon localiza-se a aproximadamente 2151 m acima do nível do mar.

## Localidades na vizinhança
O diagrama seguinte representa as localidades num raio de 68 km ao redor de McKinnon.